# دانشگاه فنی آذربایجان
دانشگاه فنی آذربایجان (آذربایجانی: Azərbaycan Texniki Universiteti) یک دانشگاه دولتی که در سال ۱۹۵۰ میلادی در شهر باکو تأسیس شده‌است.

## آمار
دانشگاه فنی آذربایجان یک دانشگاه تخصصی در زمینهٔ مهندسی است. این دانشگاه دارای ۹ دانشکده و ۵۴ بخش، ۸۸۴ عضو هیئت علمی و حدود ۶۰۰۰ دانشجوی کارشناسی و کارشناسی ارشد است.
تعدادی از وزرای این کشور نیز فارغ‌التحصیل این دانشگاه بوده‌اند.

## دانشکده‌ها
- اتوماسیون و سخت افزار کامپیوتر
- رادیو و ارتباطات
- برق و انرژی
- حمل و نقل
- ماشین سازی
- متالورژی
- فناوری تکنولوژی ماشین‌آلات
- مدیریت کسب و کار مهندسی
- دانشجویان خارجی(دانشکده مخصوص اتباع خارجی)